# Anthony D. Smith
Anthony D. Smith (n. 1933- d. 19 iulie 2016, Londra) a fost specialist în naționalism și etnicitate și e Professor Emeritus la London School of Economics. Este considerat a fi unul dintre fondatorii studiilor interdisciplinare pe probleme de naționalism. În acest domeniu, contribuțiile sale cele mai cunoscute sunt distincția dintre tipurile 'civic' și 'etnic' de națiune și de naționalism, precum și ideea potrivit căreia toate națiunile au un 'nucleu etnic' dominant.  Deși Smith este de acord cu alți specialiști asupra faptului că naționalismul este un fenomen modern, el insistă asupra originilor pre-moderne ale națiunilor.

## Publicații Selective
- (1971) Theories of Nationalism, ISBN 0-7156-0555-0; 2nd ed. (1983), ISBN 0-7156-0584-4
- (1983) State and Nation in the Third World, ISBN 9780710801999
- (1987) The Ethnic Origins of Nations, ISBN 0-631-15205-9
- (1991) National Identity, ISBN 0-14-012565-5
- (1995) Nations and Nationalism in a Global Era, ISBN 0-7456-1018-8
- (1998) Nationalism and Modernism, ISBN 0-415-06340-X
- (1999) Myths and Memories of the Nation, ISBN 9780198296843
- (2000) The Nation in History, ISBN 0-7456-2580-0
- (2003) Chosen Peoples: Sacred Sources of National Identity, ISBN 0-19-210017-3
- (2004) The Antiquity of Nations, ISBN 0745627455
- (2008) Cultural Foundations of Nations: Hierarchy, Covenant and Republic, ISBN 1405177985
- (2009) Ethno-symbolism and Nationalism: A Cultural Approach, ISBN 9780415497985